# إواكي (نهر)

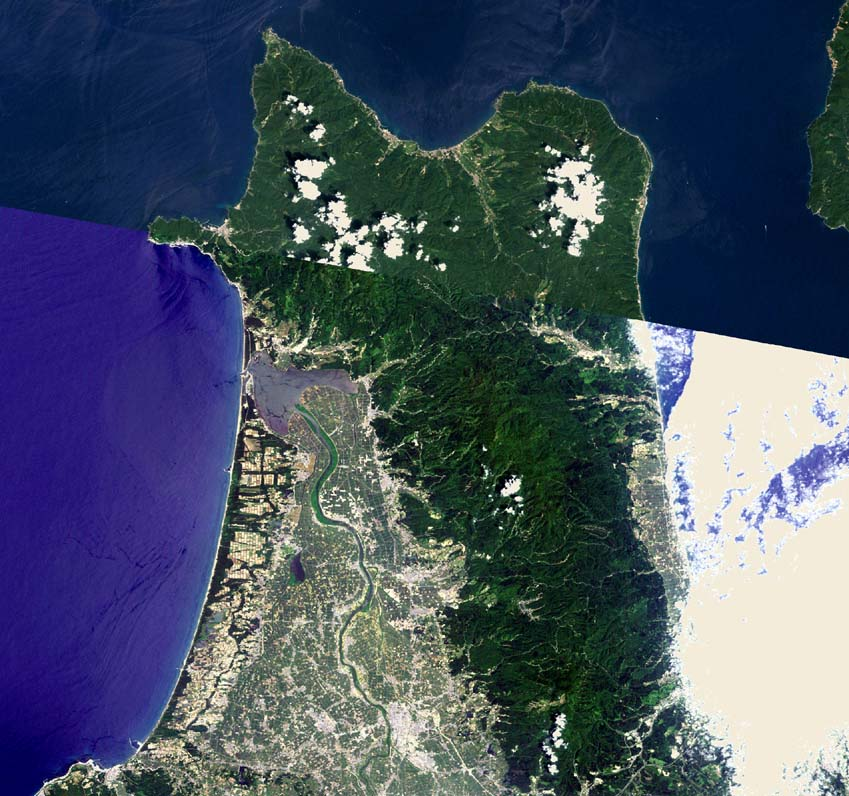
إواكي

نهر إواكي (باليابانية: 岩木川) هو نهر يعبر ولاية آوموري الغربية، باليابان. بطول 102 كيلومتر (63 ميل) ويبلغ طول مساحة صرفه 2,544 كيلومتر مربع (982 ميل2). بموجب قانون الأنهار لعام 1964، تم تعيين إواكي كنهر من الفئة الأولى وتديره وزارة الأراضي والبنية التحتية والنقل والسياحة اليابانية. ويعتبر نهر إواكي هو أطول نهر في محافظة آوموري، وهو مصدر الري لإنتاج الأرز والتفاح على نطاق واسع في المحافظة. لا يزال نهر إيواكي، في منطقة توهوكو شمال محطة فوكوشيما دايتشي للطاقة النووية، غير ملوث بالمواد المشعة بعد كارثة فوكوشيما دايتشي النووية. حيث يتم إجراء اختبار سيزيوم 134 وسيزيوم 137 ونشره مرة كل شهرين.